# Kulturno-umetniško društvo Marice Kerenčič Pesnica
Kulturno-umetniško društvo Marice Kerenčič Pesnica (KUD Marice Kerenčič Pesnica) je bilo ustanovljeno 22. januarja 1950. 
Prvi predsednik društja je bil pesnik, publicist, zgodovinar in muzealec France Filipič, ki je v tem obdobju živel v kraju.
Ime nosi po Marici Kerenčič, najmlajši hčerki predvojnega župana Pesnice Antona Kerenčiča, ki je tako kot vsa družina aktivno sodelovala v odporu proti okupatorju, aprila 1945 pa je bila na pragu svobode, še ne osemnajstletna ustreljena kot talka.
Ob ustanovitvi so v društvu delovale dramska, pevska, lutkovna, knjižnična in šahovska sekcija.
Sprva so kulturne prireditve društva potekale v  prostorih osnovne šole, leta 1952 pa je bil v kraju zgrajen zadružni dom.
Domača dramska skupina je uprizarjala ljudske igre, a tudi repertoar, ki se je igral v tedanjih slovenskih poklicnih gledališčih (npr. Nikolaj Gogolj: Ženitev, Maurice Maeterlinck: Stilmondski župan, Fodor László: Matura, Aldo De Benedetti: Dva ducata rdečih vrtnic, John  Knittel: Via Mala …). Vrhunec dramskega umetniškega ustvarjanja  so pesniški amaterji v  tem obdobju dosegli s Celjskimi grofi v režiji Franceta Filipiča. Na pesniškem odru je kot mladenič svojo prvo dramsko delo uprizoril tudi pisatelj in dramatik Tone Partljič, ki je v nekaterih društvenih predstavah tudi igral.
Kino sekcija je zaživela leta 1957, ko je društvo kupilo kinoprojektor. Projekcije so bile odlično obiskane, saj so jih obiskovali tudi gledalci iz širše okolice.
Od leta 1950 je v okviru društva delovala tudi knjižnica, ki jo je dolga leta vodila Jožica Hadner in ki je delovala vse do otvoritve enote Mariborske knjižnice v Pesnici pri Mariboru.
V začetku sedemdesetih dvajsetega stoletja je v okviru društva delovala tudi lutkovna sekcija, leta 1976 pa se je ustanovil pevski zbor iz katerega je kasneje nastal oktet. V osemdesetih letih je nastal še ženski pevski zbor.
Društveno delovanje je imelo vzpone in padce. Tako je v času, ko zaradi obnove zadružnega doma oziroma gradnje Večnamenskega kulturno turističnega podjetniškega centra leta 2014 ni bilo možno izvajati kulturnih prireditev prišlo do popolnega zamrtja dela društva, ki je nato ponovno nadaljevalo z delom v letu 2019.
Danes v okviru Kulturno-umetniškega društva Marice Kerenčič Pesnica deluje dramska skupina, likovna sekcija, ženska vokalna skupina, domoznanska sekcija in bralni klub. Društvo organizira tudi abonma gledaliških ljubiteljskih skupin.

## Predsedniki
- France Filipič
- Franc Frajzman
- Stanko Šac
- Zdravko Eder
- Leon Perko
- Bojan Mažgon (-1991)
- Zdravko Eder  (1991-2005)
- Simona Partlič (2005-2014) (-2019)
- Vesna Trampuš (2019-)